# Sérgio Manoel Barbosa Santos
Sergio Manoel Barbosa Santos, más conocido como Sérgio Manoel (Xique-Xique, Bahía, 8 de septiembre de 1989-La Unión, Antioquia, 29 de noviembre de 2016), fue un futbolista brasileño que se desempeñaba como volante. Su último equipo fue el Chapecoense. Falleció en el trágico accidente aéreo que golpeó a Chapecoense en la previa de la final de la Copa Sudamericana.

## Muerte
Sérgio Manoel fue una de las víctimas fatales del Vuelo 2933 da Lamia, accidentado el día 29 de noviembre de 2016. La aeronave transportaba al equipo de Chapecoense a Medellín donde disputaría la primera final de la Copa Sudamericana 2016. La aeronave además del plantel profesional trasportaba 21 periodistas para cubrir el duelo ante Atlético Nacional. El equipo por pedido de Atlético Nacional fue decretado campeón del certamen.

## Palmarés

### Coritiba
- Campeonato Paranaense: 2013

### Chapecoense
- Copa Sudamericana: 2016